# Smiling Fish 1999
Der Smiling Fish 1999 im Badminton fand Anfang Mai 1999 in Trang statt.

## Sieger und Platzierte
| Disziplin    | Gold                                       | Silber                                      | Bronze                                        |
| ------------ | ------------------------------------------ | ------------------------------------------- | --------------------------------------------- |
| Herreneinzel | Yap Yong Jyen                              | Guo Jianhua                                 | Sairul Amar Ayob                              |
| Herreneinzel | Yap Yong Jyen                              | Guo Jianhua                                 | Allan Tai                                     |
| Dameneinzel  | Liu Zhen                                   | Cai Jiani                                   | Lu Ling                                       |
| Dameneinzel  | Liu Zhen                                   | Cai Jiani                                   | Wong Miew Kheng                               |
| Herrendoppel | Patapol Ngernsrisuk Sudket Prapakamol      | Patrick Lau Kim Pong Amon Santoso           | Charles Khoo Ng Kean Kok                      |
| Herrendoppel | Patapol Ngernsrisuk Sudket Prapakamol      | Patrick Lau Kim Pong Amon Santoso           | Hsieh Meng-hung Huang Chien-jung              |
| Damendoppel  | Cai Liying Dai Xiaoyan                     | Kang Yuting Liu Zhen                        | Natsaran Boonvorametee Cai Jiani              |
| Damendoppel  | Cai Liying Dai Xiaoyan                     | Kang Yuting Liu Zhen                        | Methinee Narawirawuth Nucharin Teekhatrakul   |
| Mixed        | Anurak Thiraratsakul Methinee Narawirawuth | Sudket Prapakamol Sathinee Chankrachangwong | Hu Chung-shien Cheng Wen-hsing                |
| Mixed        | Anurak Thiraratsakul Methinee Narawirawuth | Sudket Prapakamol Sathinee Chankrachangwong | Jakrapan Thanathiratham Suvicha Kompreecharat |